# Języki waskońskie

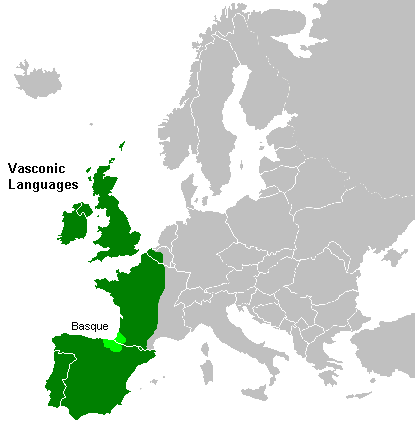
Postulowany zasięg języków waskońskich

Języki waskońskie – hipotetyczna rodzina językowa, która zajmowała duży fragment zachodniej części Europy, zanim została wyparta przez języki indoeuropejskie. Reliktami tej rodziny językowej są język baskijski, wymarły język akwitański, oraz wiele toponimów zachodniej Europy. Teoria języków waskońskich została stworzona przez niemieckiego językoznawcę historycznego Theo Vennemanna.

## Teoria substratu waskońskiego
Gdy skończyła się ostatnia epoka lodowa, Waskończycy z obszaru dzisiejszej Hiszpanii i południowej Francji rozprzestrzenili się na prawie całą zachodnią Europę. Nadali oni nazwy rzekom, łańcuchom górskim itp. Nazwy te w większości przetrwały, kiedy języki waskońskie zostały wyparte przez języki indoeuropejskie. Wiele europejskich toponimów, pochodzenia których próżno się doszukiwać w językach indoeuropejskich, znajduje źródło właśnie w językach waskońskich.
Również dwudziestkowy system liczbowy w językach celtyckich, francuskim i duńskim wydaje się zapożyczeniem z języków waskońskich. Niektórzy językoznawcy uważają języki waskońskie za odgałęzienie języków dene-kaukaskich.